# Samtgemeinde Land Wursten
De Samtgemeinde Land Wursten was tot 1 januari 2015 een Samtgemeinde in Landkreis Cuxhaven in de deelstaat Nedersaksen. Het gebied van de gemeente komt ongeveer overeen met de historische Friese landstreek Wursten.

## Samenstelling en ligging
De Samtgemeinde werd gevormd in 1974 uit de deelnemende gemeenten Cappel, Dorum, Midlum, Misselwarden, Mulsum, Padingbüttel en Wremen. Het gebied van de gemeente ligt aan de oostoever van de Wezer, tussen de steden Bremerhaven en Cuxhaven.
In het gebied van de gemeente ligt de Feddersen-wierde, waar tussen 1954 en 1963 uitgebreid archeologisch onderzoek heeft plaatsgevonden dat vergelijkbaar is met het onderzoek van de wierde van Ezinge in de Nederlandse provincie Groningen.
Op 1 januari 2015 is Nordholz met de gemeenten uit de Samtgemeinde gefuseerd tot de eenheidsgemeente Wurster Nordseeküste en wordt de Samtgemeinde opgeheven.